# Bulbophyllum alsiosum
Bulbophyllum alsiosum är en orkidéart som beskrevs av Oakes Ames. Bulbophyllum alsiosum ingår i släktet Bulbophyllum och familjen orkidéer. Inga underarter finns listade i Catalogue of Life.